# 亞美尼亞蘇維埃社會主義共和國國徽
亞美尼亞蘇維埃社會主義共和國國徽啟用於1937年，至1992年亞美尼亞國徽啟用為止。
由兩個同心圓組成。內圓中央為旭日初升於阿拉臘山之象。上方有紅色五角星和鎚子與鐮刀，象徵社會主義的勝利。周圍有麥穗和葡萄裝飾。外圓有亞美尼亞語書寫的國名、下面飾帶以俄語和亞美尼亞語書寫的蘇聯格言「全世界無產者，聯合起來！」。
该国徽设计当时遭到了土耳其的反对，因为国徽上的阿拉臘山位于土耳其境内。克里姆林宫的回应为虽然土耳其国旗上有新月图案，但并不意味着土耳其声明月球为他们的领土。

## 历史

1922年2月2日 - 1937年3月23日
1937年3月23日 - 1992年4月19日